# Östra Karaby distrikt
Östra Karaby distrikt är ett distrikt i Eslövs kommun och Skåne län. 
Distriktet ligger nordväst om Eslöv. 

## Tidigare administrativ tillhörighet
Distriktet inrättades 2016 och utgörs av socknen Östra Karaby i Eslövs kommun.
Området motsvarar den omfattning Östra Karaby församling hade vid årsskiftet 1999/2000.